# Manuel Puig
Juan Manuel Puig Delledonne (General Villegas, 28 de diciembre de 1932-Cuernavaca, 22 de julio de 1990) fue un escritor argentino y activista LGBT+, autor de las novelas Boquitas pintadas, El beso de la mujer araña y Pubis angelical.
Pasó su infancia en su pequeño pueblo natal y emigró a la capital argentina para llevar a cabo sus estudios secundarios. Después de iniciar diferentes estudios superiores, optó por formarse en la cinematografía, para lo cual se trasladó a Italia. No concretó su formación y terminó realizándose como escritor. Vivió en Roma, París, Londres, Estocolmo, México, Nueva York, Río de Janeiro y Cuernavaca. Es autor de ocho novelas y cuatro obras de teatro, además de relatos breves y guiones cinematográficos. Es muy reconocido por su uso de la polifonía literaria y el monólogo interior. Su innovación estilística y sus escritos le valieron una nominación al Premio Nobel de Literatura en 1982.
Aunque desde la pubertad se asumió como homosexual, escribió y militó respecto a este tema, fundamentalmente en El beso de la mujer araña y el ensayo "El error gay", llegando a declarar que algo tan «banal» como la sexualidad no puede (o no debería) definir la identidad de una persona. Opinó que la actividad de las agrupaciones homosexuales tendían a incurrir en el error de separar la cuestión homosexual de otras agrupaciones, comunidades o sectores sociales. Con todo, fue miembro fundador del Frente de Liberación Homosexual en 1971 junto al sociólogo e historiador Juan José Sebreli, el abogado y escritor Blas Matamoro y el poeta y escritor Néstor Perlongher.

## Biografía

### Nacimiento e infancia
Manuel Puig (conocido en el entorno familiar por el sobrenombre Coco) nació en General Villegas el 28 de diciembre de 1932. Su pueblo natal se convertiría en el escenario de sus primeras novelas, bajo el nombre de "Coronel Vallejos".
Su padre, Baldomero Puig, atendía un fraccionamiento de vinos en la parte delantera de su casa. Su madre, María Elena Delledonne (Male) estaba diplomada en química y trabajaba en el hospital regional; fue ella quien le transmitió a Manuel su afición por el cine. Tras el nacimiento de Manuel y sin la posibilidad de dejar a nadie a su cargo, su madre comenzó a llevarlo con ella al cine.
Asistió por primera vez a una función a los tres años de edad, pero la oscuridad de la sala lo aterraba y era imposible lograr que permaneciera allí sin llorar. Su padre solucionó el problema consiguiendo que viera su primera película, a los cuatro años, desde la cabina de proyección. Se trataba de La novia de Frankenstein, dirigida por James Whale con Boris Karloff y Elsa Lanchester como protagonistas. A partir de entonces, su pasatiempo predilecto era ir al Cine Teatro Español, único en el pueblo, al que asistía regularmente, acompañado de su madre (quien le leía en caso de que la cinta fuera subtitulada) o su niñera Kika. Iba lunes, miércoles, jueves, sábados y domingos. La mayoría de las ocasiones veía un filme estadounidense, ocasionalmente una película italiana o francesa, y los domingos, cine nacional. Sin embargo, a Puig no le gustaba, ya desde pequeño, el cine argentino. A raíz de ello su actriz argentina preferida era Mecha Ortiz, a la cual él veía como una artista de corte europeo en sus actitudes y su modo de hablar. Entre las hollywoodenses, sentía admiración por Eleanor Powell y Ginger Rogers, en el género de comedia musical, y Luise Rainer, Greta Garbo y Marlene Dietrich en el género dramático. Sin embargo, su actriz preferida (a quien llamaba la Reina) era Norma Shearer.
Su padre no se sentía conforme con los pasatiempos de su hijo. Consideraba que debía divertirse con los demás niños del barrio y hacer otro tipo de actividades recreativas, tales como ir en bicicleta. Según Manuel Puig, su madre se ajustaba a su mundo, el de la ficción cinematográfica, mientras que su padre quería que se adaptara al suyo, el de la vida cotidiana en General Villegas.
Entre 1940 y 1945 coleccionó recortes de anuncios y críticas de películas que solía revisar eventualmente. En 1942 comenzó a estudiar inglés, "la lengua del cine". El tiempo que no ocupaba en la escuela (que estaba a una cuadra de su hogar) y el cine, lo compartía con su primo Jorge. A partir de los 10 años estudió piano. Lo hacía en casa de su vecina, quien era su maestra.
En 1943 tuvieron lugar dos acontecimientos muy negativos. Su madre dio a luz a quien sería su hermano menor, pero el bebé nació sin vida y, paralelamente, un muchacho de quince años intentó violarlo. A partir de esos episodios, su madre procuró alejarlo del cine para hacerle ver la realidad.
En 1944 nació su hermano menor, Carlos, quien se convertiría en pintor.
Manuel Puig atravesó su niñez en un contexto global signado por la guerra. Las noticias llegaban a través del periódico que su madre le leía a su padre en voz alta cada noche. La situación mundial contrastaba altamente con la calma de General Villegas. Durante su adolescencia comenzó a percibir un paralelo semejante en la relación entre las personas: estaban quienes eran violentas y mandaban, y quienes eran considerados débiles y eran despreciados por los primeros. El paralelo activo/pasivo (tradicionalmente correspondido con los roles masculino/femenino) sería una cuestión problemática durante toda su vida. Ya maduro, acaba opinando que la sexualidad es demasiado banal como para definir (incluso parte de) la identidad de una persona.

### Juventud
Debido a que en General Villegas no había colegio secundario, en 1946 sus padres lo trasladaron a la ciudad de Buenos Aires donde cursó sus estudios de bachiller en el Colegio Ward de Villa Sarmiento, partido de Morón.
A partir de entonces, comenzó a leer sistemáticamente. Se dedicó, primeramente, a una colección que agrupaba a los autores ganadores del Premio Nobel. Un compañero llamado Horacio, en cuya casa vivió como pensionista el primer tiempo de estadía en Buenos Aires, lo introdujo en la lectura de la escuela psicoanalítica. También leía a Hesse, Huxley, Sartre y Mann. La primera novela no adaptada que leyó fue La sinfonía pastoral de André Gide. Horacio lo introdujo, además, en el cine europeo. Incitado por él, vio Crimen en París. A partir de entonces decidió que estudiaría dirección cinematográfica. Para ello aprendió con dedicación italiano, francés y alemán, "las nuevas lenguas del cine".
Le sugirieron que estudiara ingeniería para especializarse en sonido cinematográfico. Sin embargo él no lo consideró adecuado. En 1950 se inscribió en la Facultad de Arquitectura, pero solo cursó durante seis meses. En 1951 pasó a la Facultad de Filosofía y Letras. Estudió con afán, a pesar de que tuvo dificultades en asignaturas como latín. Al culminar la carrera, ya estaba trabajando en cine. Sin embargo, el mundo de Hollywood lo había decepcionado. No encontraba un relevo generacional apto para las estrellas que lo habían cautivado durante su infancia, a excepción de Marilyn Monroe y Gloria Swanson. En 1953 debió cumplir con el servicio militar en el área de Aeronáutica. Lo tomaron como traductor.
Una nota en la revista Radiolandia acerca del futuro estreno de la película Deshonra lo impulsó a conocer a su director, Daniel Tinayre. Sentía cierta admiración por él por su comedia La vendedora de fantasías. Dado que el director le negó el acceso a la filmación, habló sin permiso con la protagonista, la actriz Fanny Navarro, con quien no sentía una filiación política por su orientación peronista. En octubre de 1955 es arrestado en Buenos Aires, por el régimen del golpe de Estado del mes anterior que instala en el poder un régimen militar que derivó en la persecución contra los hombres homosexuales más violenta en la historia argentina hasta ese momento, con una serie de allanamientos policiales, clausura de bares del ambiente y el encarcelamiento y exilio de cientos de homosexuales. Navarro lo mandó con otra de las actrices del reparto, Herminia Franco, quien consiguió con la ayuda de Navarro que entrara para un papel secundario. Al poco tiempo, empezó a trabajar en los laboratorios Alex.

### Incursión en el cine
En 1956, con 23 años cumplidos y luego de cursar en el instituto Dante Alighieri, ganó una beca para viajar a Roma, Italia y estudiar en el Centro Sperimentale di Cinematografia. Allí era la época del neorrealismo y, en palabras de Puig, "Hollywood era una mala palabra, la imaginación el enemigo número uno del cine, las obras de autor una blasfemia". Tras ver en una clase Metrópolis, de Fritz Lang, el expresionismo alemán lo deslumbró. Durante las vacaciones visitó París, en el auge de la revista de cine Cahiers du Cinéma, que fomenta la revalorización del cine imaginativo y de la obra de autor. En 1993 se publica Los ojos de Greta Garbo, que compila varios escritos sobre cine, especialmente sobre cine italiano, que retoman discusiones de la época.
En 1957, David O. Selznick producía un remake de Adiós a las armas, dirigida por Charles Vidor. La esposa del productor, Jennifer Jones, desempeñaba el papel de la enfermera. Manuel fue designado para cumplir en esa filmación sus prácticas de efectos especiales. Según Puig, Jones se destacaba en roles "histéricos". Cada vez que Vidor quería dirigir al personaje hacia la dulzura, Jones se negaba, al punto de haber abandonado el plató en reiteradas ocasiones. Al presenciar esos episodios de prepotencia, Puig consideró que jamás podría ser director pues no tenía el carácter necesario para dirigir a los actores con el propósito de obtener el resultado deseado.
Al año siguiente se trasladó a Londres y luego a Estocolmo, donde enseñó español e italiano. También trabajaba en un restaurante donde todos los empleados, además del dueño, eran actores desempleados. Fue en estas ciudades donde escribió sus primeros libretos para cine. Entre sus primeros borradores se encontraba uno en inglés, titulado Ball cancelled, imaginado para Ingrid Bergman y Anthony Perkins.
Tras su regreso a Roma, su amigo argentino Mario Fenelli le sugirió escribir en su idioma natal. Tuvo en cuenta su consejo, y en 1960, en Buenos Aires, elaboró La tajada. Se trata de la historia de una actriz que, durante el gobierno peronista, se casa con un diputado y lo utiliza en una venganza. Al mismo tiempo, trabajó en dos coproducciones como asistente de diálogos: Casi al fin del mundo y Una americana en Buenos Aires. Entre 1961 y 1962 trabajó como asistente de dirección de cine en Buenos Aires y Roma. En la capital italiana, su amigo Fenelli reiteró su consejo e insistió en que escribiera sobre algún tema conocido, algo autobiográfico. Manuel eligió a su primo Jorge y a los amoríos que lo habían rodeado. Al segundo día de escritura supo que no estaba frente a un guion, estaba frente a una novela.

### Actividad literaria

#### La traición de Rita Hayworth
Más tarde se mudó a Nueva York, donde siguió trabajando en el texto que acabó siendo su primera novela, La traición de Rita Hayworth. El guion que la había despuntado comenzaba con un monólogo del protagonista que, al extenderse veinticuatro páginas, le hizo ver a Puig que no era algo que debiera destinarse al cine.
Por entonces trabajaba de aeromozo para Air France, en el aeropuerto Kennedy de siete y media de la mañana a dos y media de la tarde. Luego de tomar su siesta diaria, escribía. Regularmente, a las once de la noche iba a dormir, para comenzar de nuevo a las cinco de la mañana del día siguiente. Durante la escritura, cambió su sobrenombre Coco por "Toto" así como el nombre de su primo Jorge por "Héctor". Estos cambios simples y referenciales serían comunes en sus siguientes libros. Concluyó la novela en 1965. Uno de sus amigos, el cineasta Néstor Almendros pasó el manuscrito a Juan Goytisolo, de la editorial francesa Gallimard.
La traición de Rita Hayworth, ambientada en Coronel Vallejos (una recreación ficticia de su pueblo natal), adelanta las características fundamentales de la obra de Puig: experimentación narrativa (a partir de la utilización de técnicas como montaje, desplazamiento, asociación de ideas) y empleo de formatos y estereotipos provenientes de géneros considerados "menores", tales como el folletín, el radioteatro sentimental o la telenovela.
En 1969 la editorial Gallimard la publicó en Francia. Posteriormente, el diario Le Monde la consideró una de las mejores novelas del año. Goytisolo le pasó el manuscrito a su amigo Carlos Barral. Ese año participó en el Concurso Biblioteca Breve Seix Barral, siendo finalista. Sin embargo, ese mérito no alcanzó para que fuera publicada, ya que Mario Vargas Llosa, que integraba el jurado del certamen, amenazó con renunciar si ganaba "ese argentino que escribe como Corín Tellado". La ganadora fue Últimas tardes con Teresa de Juan Marsé. Finalmente, Jorge Álvarez la publicó en Buenos Aires.
Tiempo después, Manuel tuvo un breve encuentro con Rita Hayworth en México. Si bien ella no había leído la novela, estaba al tanto de su éxito en los Estados Unidos a través de las críticas. Hayworth le aseguró que dado su prestigio, la novela sería llevada al cine. Sin embargo, esto no ha sucedido hasta el presente.
Comenzó su segunda novela, que sería Humedad relativa 95%, de la que alcanzó a escribir cuatro capítulos, pero que abandonó por considerar que las referencias autobiográficas se habían agotado con la primera novela. Un error llevó a los primeros lectores de sus manuscritos a pensar que este proyecto era posterior.

#### Boquitas pintadas

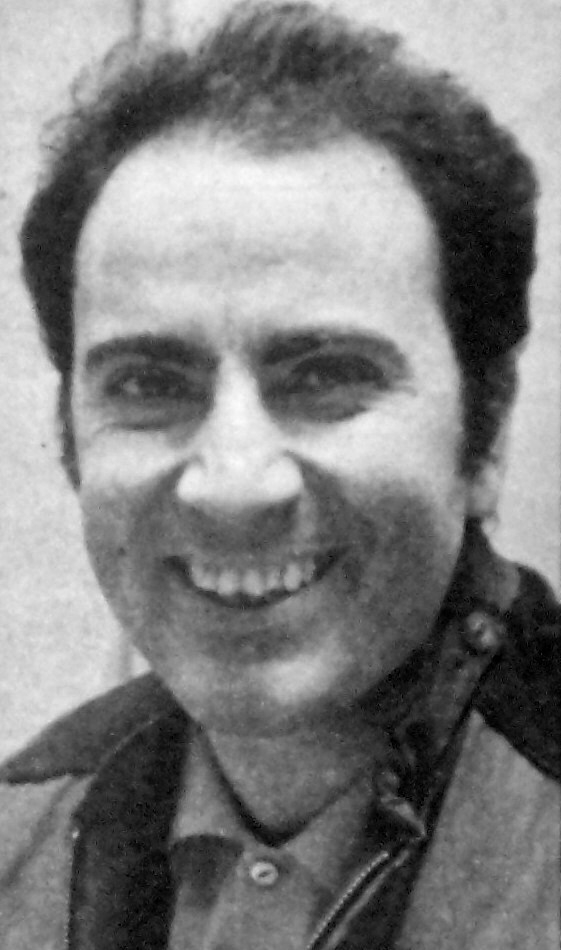
Puig en 1969

Regresó a Buenos Aires en 1967, cuando escribió Boquitas pintadas, novela que fue publicada en 1969. Se presenta como un "folletín en dieciséis entregas" y convirtió a Puig en un escritor de renombre en la Argentina.
La novela cuenta la historia del donjuán Juan Carlos Etchepare, vinculado, fundamentalmente, con tres mujeres: Nené, una humilde muchacha que está verdaderamente enamorada de él; Mabel, una chica bien que es tan infiel como lo es Juan Carlos; y la viuda Di Carlo, mal vista por los rumores de que no respeta su viudez. Al mismo tiempo, se entrelazan las historias de la hermana de Juan Carlos, Celina (una soltera empedernida) y Pancho y la Rabadilla, entre otros. Cuando Juan Carlos debe internarse en Córdoba porque ha contraído tuberculosis, comienza una formidable exposición de las relaciones humanas y el valor de los lazos afectivos contra la impunidad de los vínculos establecidos por el deseo. Toda la novela está contada a través de diálogos directos, cartas, diarios íntimos, expedientes y publicaciones, habiendo un mínimo de narración convencional.
La historia causó una impronta muy negativa en General Villegas. La publicación fue recibida por algunas personas como una intromisión en la vida privada de algunos ciudadanos, dado que las situaciones y relaciones narradas pudieron ser fácilmente identificadas por los villeguenses. Precisamente, el autor las había tomado, al igual que con su libro anterior, de conversaciones oídas a escondidas. Juan Carlos, en Boquitas pintadas, era una combinación de Danilo Caravera, un muchacho atractivo que padecía tuberculosis, y su hermano Hernán, un muchacho holgazán y licencioso. Nené se correspondería nada menos que con la madre del autor, Male (nótese, entre otras coincidencias, la de que Nené, en la ficción, tiene dos hijos varones) en combinación con una vecina de apellido Fumagallo. La diferencia estaba en que, según atestiguaron años más tarde en diversas entrevistas personas que habían vivido por entonces, Male se había casado con el hombre más deseado del pueblo, que era Baldomero, no Danilo. Con la posterior adaptación cinematográfica (prohibida en Villegas, presuntamente por presión de Acción Católica) la situación empeoró. Llegó a ser tanta la conmoción causada que, aunque la familia Caravera ya no residía en General Villegas, el padre de Danilo ordenó retirar su cadáver del cementerio para que la prensa no lo fotografiara.
La adaptación cinematográfica, estrenada en 1974, fue impulsada y llevada a cabo por el prestigioso director Leopoldo Torre Nilsson. Alfredo Alcón ocupó el rol de Juan Carlos Etchepare, mientras que Marta González interpretó a Nené.
Las traducciones portuguesa e italiana de la novela aparecieron en las listas de los libros más vendidos. Eso, sumado a la crítica francesa, afianzó el nombre de Puig. La traición de Rita Hayworth se publicó en Estados Unidos y llegó a figurar en la lista de los más vendidos del New York Times.

Cuando la gente que quiere ser mejor se le proponen modelos torpes y valores ilegítimos, el ridículo, la parodia, instalan su reino. Cuando el ideal es ser fino y el molde es la cursilería, se acaba doblando el dedo meñique para tomar la taza. Pero esto no me causa gracia. No escribí Boquitas... como una parodia, sino como la historia de gentes de la pequeña burguesía que, como primera generación de argentinos, debía inventarse un estilo.
Manuel Puig, Manuel Puig: Renace el folletín

#### The Buenos Aires Affair
El 26 de abril de 1973 Sudamericana publicó la novela The Buenos Aires Affair, durante el gobierno democrático del peronista de Héctor J. Cámpora (25/05/1973 – 13/07/1973), momento de libertad conocido como «la primavera camporista». El 8 de enero de 1974, ya durante la presidencia de Juan Domingo Perón (12/10/1973 – 1/7/1974), los ejemplares impresos fueron secuestrados de las librerías por disposición de la Policía Federal, junto a otros títulos, por ser considerados de contenido pornográfico. Ese mismo día Puig recibió por vía telefónica una amenaza de muerte por parte del grupo parapolicial Triple A –dirigido por el ministro de Bienestar Social José López Rega y vinculado a la logia anticomunista Propaganda Due y la CIA– mientras se encontraba en México, razón por la cual no volvió a Argentina y se radicó en ese país.

#### El beso de la mujer araña
En el exilio, terminó El beso de la mujer araña en 1976. Cuenta la historia de dos prisioneros que comparten una celda en la Argentina del tercer gobierno de Juan Domingo Perón. Uno de ellos es un militante de una organización revolucionaria y el otro un homosexual afeminado acusado de corrupción de menores. Ambos traban una relación compleja cuyo trasfondo poético alimentado por el cine y la fantasía, los hace explorar los límites de roles y convencionalismos sociales.
La novela le otorgó a su autor reconocimiento internacional. Sin embargo, Gallimard, que hasta entonces había publicado todas sus novelas, la rechazó. La responsable de esta decisión fue Ugné Karvelis, con el justificativo de que la imagen del revolucionario ablandado por el homosexual afeminado iba en contra de los ideales leninistas con los cuales la editorial se correspondía. Siguiendo su ejemplo, otras editoriales europeas también lo vetaron.
En 1982 Puig escribió una adaptación al teatro, que fue estrenada en Valencia y llevada luego Madrid, protagonizada por Juan Diego (Valentín) y Pepe Martín (Molina), con dirección de José Luis García Sánchez. Puig viajó para el estreno en Madrid, mostrándose muy entusiasta con el trabajo de los dos actores. Cinco años después Puig publicó el texto de la obra, con importantes modificaciones (entre otras, las dos películas que Molina cuenta a Valentín pasaron a convertirse en una sola). La versión publicada es la que se representa desde entonces. Una nueva puesta fue estrenada en España en 2022, a cuarenta años del estreno original, con la dirección de Carlota Ferrer, versión de Diego Sabanés, y actuación de Eusebio Poncela (Molina) e Igor Yebra (Valentín), con producción de Jesús Cimarro (Pentación), realizando luego una gira de más de un año por todo el país.
En 1980 Manuel Puig se radicó en Río de Janeiro, donde conoció al director argentino Héctor Babenco, a quien autorizó la adaptación para cine, que se estenaría en 1985 con el mismo título: El beso de la mujer araña. Al principio Puig se mostró en desacuerdo en cuanto a la elección de los personajes. Consideraba que Raúl Juliá era demasiado grande para interpretar a Valentín y que William Hurt tenía un físico que no se correspondía con el del cuarentón Molina. Cuando vio la película solo, por primera vez, en la cabina de montaje, quedó decepcionado. Pero una vez que la vio en el estreno, junto al público, sintió que podía funcionar.Le película tuvo una carrera comercial muy exitosa y recibió premios tanto en Cannes como en la ceremonia de los Oscars. 
Años más tarde, la novela también se convirtió en una comedia musical de gran éxito en Broadway y en una ópera con música del alemán Hans Werner Henze.En el año 2002 una edición crítica de la novela fue publicada como número 42 de la colección Archivos, de la UNESCO. Esta edición, coordinada por José Amícola y Jorge Panesi, cuenta con ensayos de diversos autores, el texto completo tanto de la novela como de la adaptación teatral y un estudio sobre las notas que Puig tomó para dar forma al manuscrito original, entre otros documentos.

#### Pubis angelical
Entre 1978 y 1980 vivió en Nueva York, donde dictó cursos de escritura creativa en la Universidad de Columbia. En 1979 publicó Pubis angelical, que fue un best seller en España y fue llevada al cine por Raúl de la Torre. La película está protagonizada por Graciela Borges, quien entonces era esposa del director. Charly García, en su debut como solista, es el responsable de la banda sonora del film.

#### Maldición eterna a quien lea estas páginas
El año que se estableció en Brasil, publicó la novela Maldición eterna a quien lea estas páginas, inspirada en sus últimos años neoyorquinos. Aunque no hay estudios fehacientes al respecto, se supone que la versión original del texto fue en inglés.
Respecto a la concepción de esta novela, Puig declaró que la idea surgió después de conocer a un nadador de la Gran Manzana e intercambiar correspondencia con él. Narra la historia de cómo Larry cuida del señor Ramírez en un hospital de Nueva York. El primero es un profesor de historia estadounidense de treinta y seis años que se ha divorciado y no puede olvidar a su exmujer. El segundo, un escritor argentino de setenta y cuatro años, expreso político que, tras una terrible tragedia, no puede –y, en parte, no desea– recordar lo que vivió en su país natal.

#### Sangre de amor correspondido
En 1982 publicó Sangre de amor correspondido. La novela, que narra la historia de una pareja de jóvenes brasileños, es probablemente su obra más compleja y difícil de leer. Si en las tres novelas anteriores Puig había recurrido a la construcción de una voz ficcional (Molina, Ana, Ramírez) que se contrapone o complementa a una real (Valentín, Pozzi, Larry), en esta obra la voz real (Josemar, el joven) es reconstruida a través de un narrador externo que utiliza el estilo indirecto libre, pero es apenas contradicha por la voz ficcional, que la interroga, la contradice y pone en duda algunos detalles. Puig se inspiró en el relato de un albañil que trabajó en una de sus casas en Río de Janeiro, sobre cuya historia escribió la novela.
Durante esos años su obra se consagró internacionalmente, llegando a ser candidato al premio Nobel de Literatura en 1982, galardón que le fue concedido a su colega, el colombiano Gabriel García Márquez.

#### Cae la noche tropical
En 1988 publicó su novela Cae la noche tropical. La historia es contada por Luci, una anciana argentina que vive en Río de Janeiro, y Nidia, su hermana, que está de visita tras la muerte de su hija y para aprovechar la influencia positiva del clima carioca en sus problemas de presión arterial.
Las protagonistas hacen uso de una práctica discursiva socialmente desprestigiada, a la que Puig le saca todo el jugó en su ejercicio literario: el chisme. Nidia interroga constantemente a su hermana respecto de la vida privada de una vecina, la psicoanalista Silvia, que, como Luci, es exiliada política. Ambas hermanas argumentan, imaginan y hasta se censuran por decir algo que no corresponde. Chismorrean con una ambivalente mezcla de tierno carisma e inútil abyección, ocupadas y a veces preocupadas por la vida de su vecina y los demás personajes que las rodean.

#### Producciones posteriores
Entre finales de 1989 y principios de 1990 se trasladó a una villa en Santa Marinella, Italia, donde escribió el guion inédito Vivaldi, sobre la vida del compositor. Los productores querían que lo protagonizara William Hurt, quien había ganado un Óscar por su papel de Molina en El beso de la mujer araña, y el actor pidió la colaboración de Manuel Puig. El proyecto no se concretó y Puig regresó a México, donde compró una casa en Cuernavaca, en el número 210 de la calle Orquídea.
Allí se dedicó a seguir trabajando. Utilizaba una máquina de escribir Lettera que finalmente reemplazó por una computadora IBM (serían sus más preciadas pertenencias, junto con su videoteca compuesta por cuatro mil películas según unas fuentes y 2500 según otras). Escribía varias horas por la tarde aunque el trabajo de los albañiles, que remodelaban a gusto de Manuel la residencia recién adquirida, no era propicio para llevar a cabo su trabajo.
Si bien ya no iba al cine, tenía estrictamente agendados dos o tres títulos por día para ver en su casa.
Recibía muchos llamados desde lugares como Londres, Finlandia y Los Ángeles, solicitándole comedias musicales y conferencias.
Por ese entonces había decidido no regresar a la Argentina. Ningún colega se había interesado por él, en el exilio. Luego de las amenazas de la Triple A, que habían prohibido varias de sus novelas por su contenido, la revista Gente y el Canal 7 le cerraron sus puertas. La crítica comenzó a denostarlo. Puig ya había observado que la crítica usaba su novela anterior para manifestar una opinión negativa a su última producción.

Cuando un crítico quiere molestar es fácil. En Maldición eterna a quien lea estas páginas, por ejemplo, había un personaje que decía banalidades terribles sobre el psicoanálisis. Y un crítico muy malintencionado de aquí, de España, que pertenecía a un periódico importante, citó esas frases como declaraciones mías, lo cual es muy deshonesto, muy grave.
Manuel Puig entrevistado por Rosa Montero, Un caracol sin concha

### Fallecimiento
El sábado 21 de julio de 1990 había sido internado en la Central Quirúrgica de Las Palmas por riesgo de peritonitis. Pronto tuvo que ser operado de urgencia de la vesícula. La intervención fue exitosa pero el cuadro clínico fue desfavorable. Comenzó a delirar y debieron amarrarlo a la camilla. En la madrugada del domingo empezó a tener problemas respiratorios y finalmente murió de un Infarto agudo de miocardio.
En los meses previos había dejado de fumar por orden del médico y realizaba caminatas diarias. Pero la altura de México no le sentaba bien. También se tiene constancia de que mantenía sus cuidados en una clínica cercana a su casa para no estar lejos de su madre, pero tanto por cuestiones económicas como por disponibilidad de contactos, podía acceder a una atención médica de mayor calidad.
Su muerte trascendió rápidamente en los medios. Aunque había antecedentes de sus problemas cardíacos, la primera suposición pública fue que había muerto a causa de enfermedades relacionadas con el sida. Pronto se constató que Manuel Puig no vivía con VIH. Sin embargo, la certeza de este hecho ha sido puesta en tela de juicio en reiteradas oportunidades.
Al velatorio solo asistieron seis personas, entre las que estaban su madre, sus amigos Javier Labrada y Agustín García Gil y su colega Tununa Mercado (quien se encontraba allí a razón de un coloquio al que debía presentarse en la ciudad de Xalapa, en Veracruz).

Manuel Puig, ya no podrá hacer lamentablemente lo que nos gustaba que hiciera: una perspectiva captación de un aire difuso e inconsistente que se respiraba en ciertas relaciones humanas y que él hacía suyo para darle cuerpo en el texto. Se apoderaba de la situaciones sin atender a su valor social, más bien tomando a su cargo una medianía huérfana de luz, y adoptaba esos seres cándidos pero intercambiablemente perversos que en su inmanencia profieren, sin saberlo, el horror al que los ha confinado su manera de pensar, vivir, hablar o corresponderse. Estar a la escucha de ese imaginario que hablaba por esas bocas y hablarlo con su propia palabra era para Puig una disciplina, la que necesitaba para crear un texto desnudo, que era despojado ex profeso de los recursos que suelen soldar un relato, para crear una suerte de en sí descarnado, condición para llevar hasta sus últimas consecuencias el conflicto humano. Esa manera de estar con la Realidad, robándole los argumentos; esa devoción por el diálogo retratado o, mejor dicho, en su caso, por la película del diálogo, por su alto grado de representatividad, llegó a ser un delirio, llegó a ser casi una obstinación barroca.
Tununa Mercado, Carta a Felisa Pinto

Cuando se le pidió al embajador de Argentina en México, Jorge Abelardo Ramos, que pronunciara unas palabras por la muerte de Manuel Puig para los medios, él se limitó a explicar que no estaba al tanto de la muerte de un argentino con ese nombre. Sin embargo, trasladado el cuerpo al Distrito Federal para las exequias en la Sociedad de Escritores, el embajador se presentó y dio un discurso.
Los restos del escritor fueron trasladados a la Argentina en los días sucesivos y enterrados en el panteón de la familia Puig, en el cementerio de La Plata.

### Legado: ediciones póstumas, reediciones, homenajes
En 1994, un grupo de investigación de la Universidad Nacional de La Plata, dirigido primero por José Amícola y, luego, por Julia Romero y Graciela Goldchluk y con el apoyo de la familia de Puig, ordena y digitaliza todos los papeles que dejó el autor. Este grupo ha ordenado, estudiado los manuscritos y editado textos inéditos, además de realizar el primer ordenamiento y clasificación. Puig dejó varios guiones y proyectos inconclusos. Además de Vivaldi, había comenzado a trabajar para una película sobre la participación de brigadistas internacionales en la guerra civil española, con el nombre Jarama, por la célebre batalla. En cuanto a novelas, quedaron algunos esquemas de Mere Fantasie, pero ningún capítulo desarrollado.
A partir de este trabajo se hicieron públicos muchos escritos que habían tenido circulación limitada o nula (como los que componen Los ojos de Greta Garbo y Estertores de una década) así como numerosos guiones teatrales y cinematográficos, materiales de trabajo y correspondencia. Otros volúmenes en los que aparecen numerosos textos inéditos e incluso sin terminar son Un destino melodramático, Los 7 pecados tropicales y otros guiones y Teatro reunido. También se publicó póstumamente Querida familia. Tomo 1: Cartas europeas, y Querida familia. Tomo 2: Cartas americanas, una compilación de la correspondencia enviada por Manuel Puig a su familia entre 1956 y 1982. En la actualidad todo el archivo está disponible de manera libre y gratuita en la "Colección Manuel Puig" del proyecto ARCAS.
En 1996 la revista Orbis Tertius publica a través de la editorial de la UNLP Manuel Puig : Materiales iniciales para La traición de Rita Hayworth, editados por José Amícola. En 2002 se publicó una edición crítica de El beso de la mujer araña, a cargo de José Amícola y Jorge Panesi (Archives N° Manuel Puig, El beso de la mujer araña, CNRLA-Poitiers, Fondo de Cultura Económica). 
En los años subsiguientes, muchas obras de teatro y novelas de Puig fueron puestas en escena en teatros de Argentina y el resto del mundo, a la vez que proliferó la producción académica sobre el autor y su producción. En el año 2004 se estrenó una película llamada Vereda tropical, de Javier Torre, con una interpretación libre sobre el periodo en que Manuel Puig estuvo en Río de Janeiro. El papel del escritor fue interpretado por Fabio Aste. En la película se recrean las conversaciones que mantuvo Puig con un albañil, que le sirvieron para redactar su novela Sangre de amor correspondido. Las cintas de las entrevistas se conservan transcriptas en el Archivo de Manuscritos de Manuel Puig. En 2022 la editorial Seix Barral realizó una reedición especial de las novelas por el 90 aniversario del nacimiento del autor, invitando a escritores como Claudia Piñeiro, María Dueñas, Tamara Tenenbaum, Camila Sosa Villada y Mario Mendoza a prologarlas. 
En 2023, Canal Encuentro realiza el documental Un loco deseo de belleza. La traición de Manuel Puig, conducido por Sergio Pángaro. El documental se compone de seis episodios e incluye entrevistas a figuras próximas a Puig como Tununa Mercado, Renata Schussheim, Juan José Jusid, Mimí Pons, Carlos Ulanovsky y Marta González, así como a académicos (Graciela Goldchluk, Julia Romero, José Miguel Onaindia, Martín Villagarcía, Delfina Cabrera, Juan Pablo Canala, entre otros) y representantes de la cultura que referencian o han tomado influencia de Puig (Tamara Tenenbaum, Rubén Szuchmacher, Maruja Bustamante, Humberto Tortonese, entre otros).

## Obras

### Novela
- La traición de Rita Hayworth (1968), publicada en Argentina, Francia, Estados Unidos, España, Canadá, Italia, Holanda, Brasil, Hungría, Alemania, Japón, Portugal, Polonia, Inglaterra, Cuba, Turquía.
- Boquitas pintadas (1969), publicada en Argentina, Francia, Estados Unidos, España, Canadá, Italia, Holanda, Brasil, Hungría, Alemania, Portugal, Polonia, Inglaterra, Turquía, República Checa, Eslovenia, Finlandia, Israel, Rumania.
- The Buenos Aires Affair (1973), publicada en Argentina, Francia, Estados Unidos, España, Canadá, Italia, Holanda, Brasil, Alemania, Japón, Inglaterra, Turquía, Suecia, México.
- El beso de la mujer araña (1976), publicada en Argentina, Francia, Estados Unidos, España, Canadá, Italia, Holanda, Brasil, Alemania, Japón, Taiwan, Inglaterra, Turquía, Dinamarca, Israel, Noruega, Suecia, Grecia.
- Pubis angelical (1979), publicada en Argentina, Francia, Estados Unidos, España, Canadá, Italia, Holanda, Brasil, Alemania, Japón, Inglaterra, Yugoeslavia, Noruega.
- Maldición eterna a quien lea estas páginas (1980), publicada en Argentina, Francia, Estados Unidos, España, Canadá, Italia, Brasil, Alemania, Japón, Inglaterra, Turquía, Israel.
- Sangre de amor correspondido (1982), publicada en Argentina, Francia, Estados Unidos, España, Canadá, Italia, Brasil, Alemania, Inglaterra, Suecia, Grecia.
- Cae la noche tropical (1988), publicada en Argentina, Francia, Estados Unidos, España, Canadá, Italia.

### Teatro
- Bajo un manto de estrellas (1981)
- El beso de la mujer araña (1981, adaptación escénica)
- La cara de villano (1985)
- Recuerdos de Tijuana (1985)

#### Piezas de publicación póstuma
- El misterio del ramo de rosas, Buenos Aires, Beatriz Viterbo Editora, 1997. Con prólogos de Julia Romero y Ángelo Morino.
- La tajada - Gardel, uma lembrança, Buenos Aires, Beatriz Viterbo Editora, 1998. Con prólogos de Graciela Goldchluk y Julia Romero.
- Triste golondrina macho - Amor del bueno - Muy señor mío, Buenos Aires, Beatriz Viterbo Editora, 1998. Incluye un prólogo de Julia Romero y de Graciela Goldchluk. La versión elegida tiene un final inédito. Nominada para el premio “Teatro del Mundo”, Centro Cultural Ricardo Rojas, Universidad de Buenos Aires.
- Un espía en mi corazón. No se estrenó. Publicada en Teatro reunido, Buenos Aires, Entropía, 2010, junto con El beso de la mujer araña, Bajo un manto de estrellas, Misterio del ramo de rosas y Triste golondrina macho.

### Guiones cinematográficos
- Muestras gratis de Hollywood cosméticos (1974). No se filmó; incluido en Los 7 pecados tropicales y otros guiones.
- The Seven Tropical Sins - I sette peccati tropicali - Los 7 pecados tropicales. No se filmó. Se publicó en 1990 en italiano y en 2004 en castellano, en Los 7 pecados tropicales y otros guiones.
- Pubis angelical (1982). Filmado por Raúl de la Torre (Argentina) en 1982. Se publicó en 2004, en Los 7 pecados tropicales y otros guiones.
- Recuerdo de Tijuana. No se filmó. Se publicó en 1980 en Italia y en 1985 en España, junto con el guion de La cara del villano.
- La cara del villano (adaptación del cuento “El impostor”, de Silvina Ocampo). Arturo Ripstein lo filmó con el título El otro en 1984. Se publicó en 1980 en Italia y en 1985 en España, junto con el guion de Recuerdo de Tijuana.
- Boquitas pintadas (adaptación de Manuel Puig y Leopoldo Torre Nilsson). Torre Nilsson la estrenó en 1974. Obtuvo el Premio “Pluma de Oro” al mejor guion en el Festival de San Sebastián. Puig no pudo asistir por ser un perseguido político.
- Ball Cancelled; Verano entre paredes; La tajada. Primeros guiones. Conjunto de guiones no filmados. Publicados por primera vez en Materiales iniciales para La traición de Rita Hayworth, La Plata, UNLP (Ediciones especiales de la Revista Orbis Tertius), 1996.

### Relatos (póstumos)
- Los ojos de Greta Garbo. Relatos, Buenos Aires, Espasa Calpe-Seix Barral, 1993.
- Estertores de una década. Nueva York 78, seguido de Bye-bye, Babilonia. Crónicas de Nueva York, Londres y París (1993)

### Cartas
- Querida familia. Cartas europeas, 1956-1962 (2005)
- Querida familia. Cartas americanas, 1963-1983 (2006)

### Ediciones póstumas
- Los 7 pecados tropicales y otros guiones, Buenos Aires, El cuenco de Plata, 2004.
- Los ojos de Greta Garbo. Relatos, Buenos Aires, Espasa Calpe-Seix Barral, 1993.

### Escritos sobre el autor y su obra
- Ezquerro, Milagros. Que raconter, c’est apprendre à mourir. Essai d’analyse de El beso de la mujer araña; Presses universitaires du Mirail; Toulouse; 1981.

- Goldchluk, Graciela. Intertextualidad y génesis en los textos mexicanos de Manuel Puig: Novelas, guiones, comedias musicales (1974-1978). Tesis doctoral, Facultad de Humanidades y Ciencias de la Educación, Universidad Nacional de La Plata, 2003.
- Guedán Vidal, Manuel. Yo dormí con un fantasma: el espectro de Manuel Puig en Alan Pauls y Mario Bellatin. México, D. F., Aldvs (Casa Aldo Manuzio), 2013

- Larrieu, Gérald; Des genres qui dérangent. La transgression de Manuel Puig; L'Harmattan; París; 2009.

- Larrieu, Gérald; Il limité, elle l'imitée, Genre(s) Formes et identités génériques 2 ; Université Montpellier III; CERS; 2004.

- Larrieu, Gérald; L'étatique mis à mâle par l'extatique. The Buenos Aires Affair de Manuel Puig, Colloque International: «L'écriture et l'extase»; ENS; París; octubre de 2006.

- Larrieu, Gérald; La traición de la mujer araña (o el nexo de Rita Hayworth: The Manuel Puig affair, Genre(s) Formes et identités génériques 1; pp. 363-375; Université Montpellier III; CERS; 2003.

- Larrieu, Gérald. Araignée! Pourquoi pas libellule ou papillon?, L'hybride/Lo híbrido, Cultures et littératures hispano-américaines; pp. 223-233; París, INDIGO & Côté-femmes éditions, 2005.

- Larrieu, Gérald. L'hypertexte puiguie: de la loi mosaïque au meurtre du père, Le texte et ses liens, Cultures et littératures hispano-américaines; pp. 119-128; INDIGO & Côté-femmes éditions; París; 2006.

- Larrieu, Gérald. Inter-dit et auto-suggestion, Colloque International: Interdits & genre. Constructions, représentations et pratiques du féminin et du masculin; Université François Rabelais; Tours; mayo de 2009.
- Páez, Roxana. Manuel Puig, Del Pop a la Extrañeza, Editorial Almagesto, Buenos Aires, 1995.
- Páez, Roxana. "La intimidad de una escritura, Cuadernos LIRICO, N° 7, 2012.[44]
- Romero, Julia. "La imaginación melodramática: sentimiento y vida nacional. Sobre la escritura de Manuel Puig", Revista Orbis Tertius, año I, N° 2-3, 1996. ISSN 1851-7811.
- Julia Romero/Graciela Goldchluk “Cuadernillo de propuestas metodológicas para el docente” en conjunto para acompañar la edición de Boquitas pintadas, Planeta, 2000, 61 páginas. ISBN 950-49-0587-0
- Romero, Julia. "Puig, la seducción y la historia" en Alp, UNLP-U. de Angers, La Plata, 1996.[45]
- Romero, Julia. Puig por Puig. Imágenes de un escritor; Iberoamericana- Vervuert-Verlag, Franckurt am Main/Madrid; 2006. [Selección anotada de entrevistas del archivo periodístico compilado en vida por el autor con la inclusión de la correspondencia con dos de los traductores de sus obras, Albert Bensoussan (al francés) y Angelo Morino (al italiano). Incluye además varios artículos inéditos de Puig]
- Romero, Julia, "La ciudad como problema. Sobre maldición eterna a quien lea estas páginas", 1° Congreso Regional del Instituto Internacional de Literatura Iberoamericana, 2004.[46]
- Romero, Julia y Logie, Ilse. "Extranjeridad: lengua y traducción en la obra de Manuel Puig", Revista iberoamericana, 222, 2008, pp. 33-51.
- Romero, Julia "Manuel Puig: del delito de la escritura al error gay", Revista iberoamericana, 187, 1999 pp 305-325. [Nota: incluye la transcripción geneticista de un manuscrito de Puig]
- Romero, Julia y Graciela Goldchluk. "Puig secreto: el cuidado de los textos", Hispamérica: Revista de literatura, 80-81, 1998, pp. 91-112.
- Romero, Julia. "Cine inédito: los manuscritos de "El beso de la mujer araña", Hispamérica: Revista de literatura, 80-81, 1998, pp. 81-90.
- Romero, Julia. Manuel Puig: recepción e inserción en el campo intelectual. Tesis doctoral, Facultad de Humanidades y Ciencias de la Educación, Universidad Nacional de La Plata, 2005.

- Souquet, Lionel. Le bilinguisme intérieur de Manuel Puig: de la langue des dominants à une langue mineure polyphonique en LAGARDE, Christian (ed.), Ecrire en situation bilingüe (marzo de 2003); pp. 335-346; Université de Perpignan, Presses Universitaires de Perpignan; 2004.

- Souquet, Lionel. Manuel Puig: de l'écriture de la trahison à la trahison de l'écriture, pp. 109-118; Centre de Recherche Universités Angers-Le Mans-Orléans; marzo de 2005.

- Souquet, Lionel. Les liens dangereux: réactualisation du roman épistolaire libertin dans Boquitas pintadas de Manuel Puig et Historia calamitatum de Diego Vecchio; Université Paris-Sorbonne; 2007.

- Souquet, Lionel. Manuel Puig; Encyclopédie Larousse en ligne.
- Julia Romero y Juan Fiorini (eds.), “Dossiê 30 años sin Manuel Puig”, Polifonia, Estudios Literarios, Vol. 28, N° 50, Universidade Federal de Mato Grosso (Brasil).

- Zapata, Mónica. L'Œuvre romanesque de Manuel Puig. Figures de l'enfermement; L’Harmattan; Recherches et Documents Amérique Latine; 1999.

## Opiniones de contemporáneos
- David Foster Wallace: «Lo que estoy tratando de decir, de una manera prolija, es [que] probablemente el grupo con el que me agrupan ha sido fuertemente influenciado por el posmodernismo estadounidense y, por supuesto, también por el posmodernismo europeo —me refiero a Calvino— o escritores latinoamericanos como Borges y Márquez y Puig».[47]
- Haruki Murakami: «Sin embargo, cuanto más serio me vuelvo en la vida real, más extrañas son las cosas que escribo. Por eso uno de mis escritores favoritos es Manuel Puig, con esa imaginación tan libre. Encuentro un punto en común muy fuerte entre su literatura y la mía».[48]

### Audiovisuales
- Regreso a Coronel Vallejos. Película documental que retrata el pueblo en el que Puig construyó sus dos primeras novelas Boquitas Pintadas y La traición de Rita Hayworth. 2016.
- Un loco deseo de belleza. La traición de Manuel Puig. Serie documental sobre la vida y las obras del autor, conducida por Sergio Pángaro y con intervenciones de allegados y especialistas. Canal Encuentro, 2023.

### Archivos
- Colección Manuel Puig. Coordinada por Graciela Goldchluk. Contiene un enorme acervo de manuscritos, borradores, portadas, paratextos, documentos complementarios y otros archivos de interés. Facultad de Humanidades y Ciencias de la Educación, Universidad Nacional de La Plata, 2000-2012.
- El beso de la mujer araña. Primera edición con facsímiles en CD-ROM.Edición Archivos N.º 42, Potiers (Francia).
- Sobre la ópera inédita de Manuel Puig https://www.memoria.fahce.unlp.edu.ar/art_revistas/pr.12676/pr.12676.pdf
- Manuel Puig. Página dependiente de la Municipalidad de Coronel Villegas.

- Datos: Q284560
- Multimedia: Manuel Puig / Q284560